# Webwasher

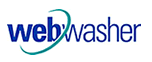
Logo

Die Webwasher AG war ein in Paderborn ansässiger Softwarehersteller, der aus einer Idee der Siemens AG hervorgegangen ist. Das Unternehmen hat 1998 mit dem Webwasher einen der ersten erfolgreichen Werbeblocker entwickelt.
Webwasher wurde 2004 von der Cyberguard Corporation übernommen, die im Januar 2006 von Secure Computing übernommen wurde. Secure Computing wurde durch McAfee im November 2008 übernommen. 2011 hat Intel McAfee übernommen, seit 2017 war McAfee wieder als eigenständige Firma eingetragen. Das Produkt war nun wieder unter der Marke McAfee Web Gateway erhältlich und spezialisiert auf Enterprise-Content-Security-Produkte. Dazu zählen der URL-Filter, Anti-Viren-Module für Web und E-Mail sowie SSL-Scanning.
McAfee bietet das Web Gateway auch als Software-as-a-Service an.
Seit dem Frühjahr 2022 nennt sich die Firma Skyhigh Security und vertreibt und entwickelt die bisherigen Produkte weiter.
Entwicklung und technische Kundenbetreuung sitzen nach wie vor in Paderborn.

## Produkte
Das erste, ursprüngliche Produkt ist ein im Dezember 1998 veröffentlichter Pop-up- und Werbeblocker, genannt Webwasher Classic. Das Programm ist heute als Freeware für Windows erhältlich, wird aber nicht mehr gepflegt.
Das Programm installiert sich als Proxy auf dem lokalen PC und konfiguriert den Browser entsprechend, so dass dieser nur über den Webwasher als Proxy auf das Internet zugreift. Dadurch kann der Webwasher Classic die Inhalte der aufgerufenen Seiten analysieren und Pop-ups und Werbung herausfiltern. Zusätzlich kann der Anwender auch eine eigene Liste mit URLs einpflegen, die dann grundsätzlich vom Programm blockiert werden.
Des Weiteren war Webwasher SCM im Portfolio. Diese Software war ebenfalls ein Proxy, der zum Scannen der über ihn angesurften Inhalte mit dem internen ICAP-Server kommuniziert. So wurden das Filtern von URLs auf Datenbankbasis, Virenscan, Malicious-Code-Filterung etc. möglich. Als SSL-Proxy könnte das Produkt auch den SSL-Datenstrom öffnen und dessen Inhalte scannen.
Seit der Übernahme 2008 wurde Webwasher unter dem Namen McAfee Web Gateway in der Version 6 und wird als Neuentwicklung ab Version 7 angeboten und ist auch als Appliance,  Virtuelle Lösung und als Image für Amazon Web Services und Microsoft Azure erhältlich. Die Bladeserver Version wurde eingestellt. Die Lösung kann auch als Reverse Proxy zum Absichern von Webseiten verwendet werden. Die ursprüngliche Version 6 wurde mittlerweile eingestellt.
Unter McAfee war der Standort Paderborn federführend an der Entwicklung von McAfee Enterprise‘ Unified Cloud Edge Produkt beteiligt.
Nach dem Verkauf von McAfee Enterprise und der Umfirmierung zu Skyhigh Security, wird vom Standort Paderborn die globale Cloud Infrastruktur betreut. Des Weiteren finden Support und Softwareentwicklung für die diversen Cloudprodukte hier statt.

## Kritik
Während das Programm von der Fachpresse positiv rezensiert wurde und unter den Internetnutzern eine relativ große Verbreitung erfuhr, gab es auch negative Kritik von einigen privaten Websitebetreibern, die sich unter dem Slogan „Wash and go“ organisierten. Sie warfen dem Konzern Siemens vor, mit seinem Programm den Betrieb kleiner Webseiten unmöglich zu machen, die auf Werbeeinnahmen angewiesen seien. Es drohe damit letztlich eine Beherrschung des Internets durch finanzstarke Konzerne, den Nutzern des Programms wurde eine „Schnorrer“-Mentalität vorgeworfen. Zum Teil wurde auch der Vorwurf der Urheberrechtsverletzung durch die Veränderung der Webseite durch den Webwasher erhoben sowie zum Boykott von Siemens aufgerufen.